# New Orleans Saints 2014
La stagione 2013 dei New Orleans Saints è stata la 48ª della franchigia nella National Football League. Con una sconfitta nella settimana 16 contro gli Atlanta Falcons la squadra fu eliminata dalla caccia ai playoff per la prima volta dal 2012.

## Scelte nel Draft 2014
| Scelte dei Saints nel Draft 2014 |         |                       |                    |              |
| Giro                             | Scelta  | Giocatore             | Ruolo              | College      |
| 1                                | 20      | Brandin Cooks         | Wide receiver      | Oregon State |
| 2                                | 58      | Stanley Jean-Baptiste | Cornerback         | Nebraska     |
| 3                                | Nessuna | Nessuna               | Nessuna            | Nessuna      |
| 4                                | 126     | Khairi Fortt          | Inside linebacker  | California   |
| 5                                | 167     | Vinnie Sunseri        | Safety             | Alabama      |
| 5                                | 169     | Ronald Powell         | Outside linebacker | Florida      |
| 6                                | 202     | Tavon Rooks           | Offensive tackle   | Kansas State |
| 7                                | Nessuna | Nessuna               | Nessuna            | Nessuna      |

## Roster
| Roster dei New Orleans Saints |
| --- |
| Quarterback - 9 Drew Brees - 7 Luke McCown Running Back - 39 Travaris Cadet - 22 Mark Ingram - 35 Austin Johnson FB - 41 Erik Lorig FB - 29 Khiry Robinson - 23 Pierre Thomas Wide Receiver - 12 Marques Colston - 10 Brandin Cooks - 17 Robert Meachem - 13 Joseph Morgan - 84 Kenny Stills - 88 Nick Toon Tight End - 80 Jimmy Graham - 89 Josh Hill - 82 Benjamin Watson Offensive Linemen - 72 Terron Armstead T - 73 Jahri Evans G - 55 Jonathan Goodwin C - 66 Ben Grubbs G - 79 Bryce Harris T - 65 Senio Kelemete G - 68 Tim Lelito C - 64 Zach Strief T Defensive Linemen - 77 Brodrick Bunkley NT - 95 Brandon Deaderick NT - 97 Glenn Foster DE - 76 Akiem Hicks DE - 92 John Jenkins NT - 94 Cameron Jordan DE - 75 Tyrunn Walker DE Linebacker - 91 Kasim Edebali OLB - 93 Junior Galette OLB - 98 Parys Haralson OLB - 57 David Hawthorne ILB - 53 Ramon Humber ILB - 58 Kyle Knox ILB - 50 Curtis Lofton ILB - 56 Ronald Powell OLB Defensive Back - 36 Marcus Ball SS - 25 Rafael Bush FS - 31 Jairus Byrd FS - 20 Brian Dixon CB - 33 Stanley Jean-Baptiste CB - 28 Keenan Lewis CB - 21 Patrick Robinson CB - 43 Vinnie Sunseri SS - 32 Kenny Vaccaro SS - 24 Corey White CB Special Team - 47 Justin Drescher LS - 3 Shayne Graham K - 6 Thomas Morstead P Lista delle riserve - 54 Khairi Fortt OLB (IR-DRF) - 14 Andy Tanner WR (IR) Squadra di allenamento - 16 Brandon Coleman WR - 37 Terrence Frederick CB - 4 Ryan Griffin QB - 83 Nic Jacobs TE - 15 Seantavius Jones WR - 70 Antoine McClain G - 74 Tavon Rooks T - 62 Lawrence Virgil NT - 30 Trevin Wade CB - 42 Pierre Warren FS |
| Legenda - I rookie sono in corsivo. - Il primo ruolo è il principale mentre gli eventuali successivi indicano i ruoli secondari. - (IR) sta per Injured Reserve ed indica la lista ristretta per un solo giocatore infortunato che può tornare ad allenarsi dopo la settimana 6 e a rientrare in prima squadra dopo che questa ha giocato 8 partite. - (NF-Inj.) / (NF-Ill.) stanno rispettivamente per Non-Football Injured e Non-Football Illness ed indicano le liste dove viene inserito un giocatore che ha un infortunio o una malattia non dipendente dal football americano. - (PUP) sta per Physically Unable to Perform ed indica la lista dove viene inserito un giocatore mentre è in attesa di recuperare la condizione fisica. Nella stagione regolare dopo la sesta partita giocata dalla propria squadra, il giocatore ha tempo tre settimane per riprendere ad allenarsi, più tre settimane aggiuntive dal suo rientro agli allenamenti per rientrare in prima squadra. |

## Calendario
| Stagione regolare |                         |               |        |                         |         |
| Turno             | Avversario              | Risultato     | Record | Stadio                  | Sintesi |
| 1                 | at Atlanta Falcons      | S 34–37 (dts) | 0–1    | Georgia Dome            | Recap   |
| 2                 | at Cleveland Browns     | S 24–26       | 0–2    | FirstEnergy Stadium     | Recap   |
| 3                 | Minnesota Vikings       | V 20–9        | 1–2    | Mercedes-Benz Superdome | Recap   |
| 4                 | at Dallas Cowboys       | S 17–38       | 1–3    | AT&T Stadium            | Recap   |
| 5                 | Tampa Bay Buccaneers    | V 37–31 (dts) | 2–3    | Mercedes-Benz Superdome | Recap   |
| 6                 |                         |               |        |                         |         |
| 7                 | at Detroit Lions        | S 23–24       | 2–4    | Ford Field              | Recap   |
| 8                 | Green Bay Packers       | V 44–23       | 3–4    | Mercedes-Benz Superdome | Recap   |
| 9                 | at Carolina Panthers    | V 28–10       | 4–4    | Bank of America Stadium | Recap   |
| 10                | San Francisco 49ers     | S 24–27 (dts) | 4–5    | Mercedes-Benz Superdome | Recap   |
| 11                | Cincinnati Bengals      | S 10–27       | 4–6    | Mercedes-Benz Superdome | Recap   |
| 12                | Baltimore Ravens        | S 27–34       | 4–7    | Mercedes-Benz Superdome | Recap   |
| 13                | at Pittsburgh Steelers  | V 35–32       | 5–7    | Heinz Field             | Recap   |
| 14                | Carolina Panthers       | S 10–41       | 5–8    | Mercedes-Benz Superdome | Recap   |
| 15                | at Chicago Bears        | V 31–15       | 6–8    | Soldier Field           | Recap   |
| 16                | Atlanta Falcons         | S 14–30       | 6–9    | Mercedes-Benz Superdome | Recap   |
| 17                | at Tampa Bay Buccaneers | V 23–20       | 7–9    | Raymond James Stadium   | Recap   |

Nota: gli avversari della propria division sono in grassetto

## Classifiche
| NFC South             |   |    |   |      |     |      |     |     |     |
|                       | V | S  | P | %    | DIV | CONF | PF  | PS  | STR |
| (4) Carolina Panthers | 7 | 8  | 1 | .469 | 4–2 | 6–6  | 339 | 374 | V4  |
| New Orleans Saints    | 7 | 9  | 0 | .438 | 3–3 | 6–6  | 401 | 424 | V1  |
| Atlanta Falcons       | 6 | 10 | 0 | .375 | 5–1 | 6–6  | 381 | 417 | S1  |
| Tampa Bay Buccaneers  | 2 | 14 | 0 | .125 | 0–6 | 1–11 | 277 | 410 | S6  |